# Kanton Ruffec
Der Kanton Ruffec war bis 2015 ein französischer Wahlkreis im Département Charente und in der damaligen Region Poitou-Charentes. Er umfasste 15 Gemeinden im Arrondissement Confolens; sein Hauptort (frz.: chef-lieu) war Ruffec. Die landesweiten Änderungen in der Zusammensetzung der Kantone brachten im März 2015 seine Auflösung.
Der Kanton Ruffec war 215,27 km2 groß und hatte 8662 Einwohner (Stand: 2012). Am 1. Januar 2008 wechselte er vom Arrondissement Angoulême zum Arrondissement Confolens.

## Gemeinden
| Gemeinde                | Einwohner Jahr | Fläche km² | Bevölkerungsdichte | Code INSEE | Postleitzahl |
| ----------------------- | -------------- | ---------- | ------------------ | ---------- | ------------ |
| Les Adjots              | 526 (2013)     | –          | – Einw./km²        | 16002      | 16700        |
| Barro                   | 387 (2013)     | –          | – Einw./km²        | 16031      | 16700        |
| Bioussac                | 227 (2013)     | –          | – Einw./km²        | 16044      | 16700        |
| Condac                  | 466 (2013)     | –          | – Einw./km²        | 16104      | 16700        |
| Couture                 | 162 (2013)     | –          | – Einw./km²        | 16114      | 16700        |
| Nanteuil-en-Vallée      | 1.389 (2013)   | –          | – Einw./km²        | 16242      | 16700        |
| Poursac                 | 187 (2013)     | –          | – Einw./km²        | 16268      | 16700        |
| Ruffec                  | 3.489 (2013)   | –          | – Einw./km²        | 16292      | 16700        |
| Saint-Georges           | 55 (2013)      | –          | – Einw./km²        | 16321      | 16700        |
| Saint-Gourson           | 142 (2013)     | –          | – Einw./km²        | 16325      | 16700        |
| Saint-Sulpice-de-Ruffec | 33 (2013)      | –          | – Einw./km²        | 16356      | 16460        |
| Taizé-Aizie             | 588 (2013)     | –          | – Einw./km²        | 16378      | 16700        |
| Verteuil-sur-Charente   | 614 (2013)     | –          | – Einw./km²        | 16400      | 16510        |
| Vieux-Ruffec            | 116 (2013)     | –          | – Einw./km²        | 16404      | 16350        |
| Villegats               | 222 (2013)     | –          | – Einw./km²        | 16410      | 16700        |